# Terrorismo religioso
Terrorismo religioso é um tipo de violência religiosa em que o terrorismo é usado como uma tática para atingir objetivos religiosos ou que são influenciados pela identidade religiosa. Terroristas religiosos e extremistas violentos compartilham a decisão de interpretar a religião para justificar a violência, sejam eles budistas, cristãos, hindus, judeus, muçulmanos ou sikhs.

## Terrorismo no budismo
O budismo é uma religião ou abordagem para uma vida iluminada baseada nos ensinamentos do buda Siddhartha Gautama, 25 séculos atrás, no norte da Índia. O edito de não matar ou infligir dor aos outros é parte integrante do pensamento budista. Periodicamente, no entanto, monges budistas encorajaram a violência ou a iniciaram. O principal exemplo nos séculos XX e XXI está no Sri Lanka, onde grupos budistas cingaleses cometeram e incentivaram a violência contra os cristãos e tâmeis locais. O líder do Aum Shinrikyo, uma seita japonesa que cometeu um ataque letal com gás sarin em meados da década de 1990, baseou-se em ideias budistas e hindus para justificar suas crenças.

## Terrorismo no cristianismo

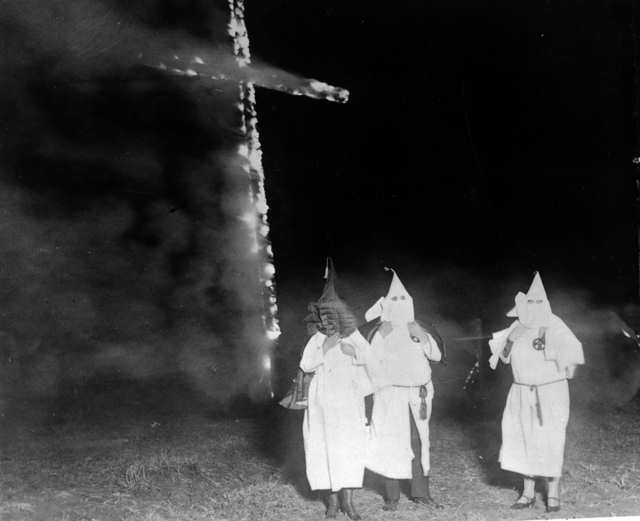
Membros da Ku Klux Klan em 1921

O cristianismo é uma religião monoteísta centrada nos ensinamentos de Jesus de Nazaré, cuja ressurreição, como é entendida pelos cristãos, proporcionou a salvação para toda a humanidade. Os ensinamentos do cristianismo, como os de outras religiões, contêm mensagens de amor e paz, mas também aquelas que podem ser usadas para justificar a violência. A inquisição espanhola do século XIV é às vezes considerada uma das primeiras formas de terrorismo de Estado. 
Esses tribunais sancionados pela Igreja visavam erradicar judeus e muçulmanos que não se converteram ao catolicismo, muitas vezes por meio de tortura severa. Hoje, nos Estados Unidos, a teologia da reconstrução e o movimento da Identidade cristã fornecem justificativas para ataques aos provedores de aborto.

## Terrorismo no hinduísmo
O hinduísmo é a terceira maior religião do mundo, depois do cristianismo e do islamismo, sendo a mais antiga. O hinduísmo assume muitas formas na prática entre seus adeptos. Valoriza a não violência como virtude, mas defende a guerra quando é necessária diante da injustiça. Um hindu assassinado (também hindu) Mahatma Ghandi, cuja resistência não violenta ajudou a trazer a independência indiana em 1948. A violência entre hindus e muçulmanos na Índia é endêmica desde então. No entanto, o papel do nacionalismo é inextricável da violência hindu neste contexto.

## Terrorismo no  Islão
Os adeptos do Islã se descrevem como crentes no mesmo Deus abraâmico dos judeus e cristãos, cujas instruções para a humanidade foram aperfeiçoadas quando entregues ao último profeta, Maomé. Como os do Judaísmo e do Cristianismo, os textos do Islã oferecem mensagens pacíficas e guerreiras. Muitos consideram o "hashishiyin" do século 11, os primeiros terroristas do Islã. Esses membros de uma seita xiita assassinaram seus inimigos Saljuq. No final do século 20, grupos motivados por objetivos religiosos e nacionalistas cometeram ataques, como o assassinato do presidente egípcio Anwar Sadat e atentados suicidas em Israel. No início do século 21, a Al-Qaeda "internacionalizou" a jihad para atacar alvos na Europa e nos Estados Unidos. 

## Terrorismo no Judaísmo
O judaísmo começou por volta de 2.000 AEC, quando, segundo os judeus, Deus estabeleceu uma aliança especial com Abraão. A religião monoteísta enfoca a importância da ação como uma expressão de crença. Os princípios centrais do Judaísmo envolvem o respeito pela santidade da vida, mas, como outras religiões, seus textos podem ser usados para justificar a violência. Alguns consideram os sicários, que usaram o assassinato com punhal para protestar contra o domínio romano na Judéia do primeiro século, os primeiros terroristas judeus. Na década de 1940, militantes sionistas como Lehi (também conhecido como Gangue Stern) realizaram ataques terroristas contra os britânicos na Palestina. 